# Oppomorus
Oppomorus is een geslacht van weekdieren uit de klasse van de Gastropoda (slakken).

## Soorten
- Oppomorus funiculatus (Reeve, 1846)
- Oppomorus noduliferus (Menke, 1829)
- Oppomorus purpureocinctus (Preston, 1909)